# Alumetal
L'Alumetal (ex Montecatini di Mori) è stata un'azienda italiana specializzata nella produzione di alluminio.

## Storia
I lavori di costruzione dello stabilimento di Mori ad opera della Società Italiana dell'Alluminio (SIDA), nata da un accordo tra la Montecatini e l'azienda tedesca Vereinigte Aluminium Werke (VAW), iniziarono nel 1926 e si conclusero due anni dopo.
Nel 1935, dalla rottura degli accordi tra la Montecatini e la società tedesca, nacque la Società Nazionale Alluminio (SNAL). Lo stabilimento passò successivamente alla Montedison e nel 1973 venne acquisito dalla EFIM e cambiò nome in Alumetal.
A dieci anni dalla chiusura dell'impresa, nel 1993 l'intera zona industriale venne acquistata dalla Tecnofin Strutture per la provincia autonoma di Trento.
Attualmente gli edifici e le strutture della ex Alumetal sono un esempio di archeologia industriale.